# Ixora calycina
Espèce
Statut de conservation UICN

 EN B1+2c : En danger
Ixora calycina est une espèce de plantes de la famille des Rubiaceae.

## Publication originale
- Enumeratio Plantarum Zeylaniae 155. 1859.